# Jewett City
Jewett City es un borough ubicado en el condado de New London en el estado estadounidense de Connecticut. En el año 2000 tenía una población de 3,053 habitantes y una densidad poblacional de 1,627.0 personas por km².

## Geografía
Jewett City se encuentra ubicado en las coordenadas 41°36′26″N 72°58′47″O / 41.60722, -72.97972.

## Demografía
Según la Oficina del Censo en 2000 los ingresos medios por hogar en la localidad eran de $42,318 y los ingresos medios por familia eran $45,826. Los hombres tenían unos ingresos medios de $31,919 frente a los $22,463 para las mujeres. La renta per cápita para la localidad era de $19,083. Alrededor del 9.2% de la población estaban por debajo del umbral de pobreza.